# Machettira Raju Poovamma
Machettira Raju ou M. R. Poovamma (née le 5 juin 1990 dans le district de Kodagu) est une athlète indienne, spécialiste du 400 m.

## Carrière
Elle remporte le titre du relais 4 x 400 m lors des Jeux asiatiques à Incheon en 2014, avec ses compatriotes Tintu Luka, Mandeep Kaur et Priyanka Pawar. Elle est médaillée d'argent du 400 m lors des Championnats d'Asie de 2015 à Wuhan.
Elle termine 3e lors des Championnats d’Asie 2019 à Doha.
Son meilleur temps est de 51 s 73 à Lucknow en 2014.

## Palmarès
| Date | Compétition                    | Lieu        | Résultat | Épreuve         | Temps         |
| ---- | ------------------------------ | ----------- | -------- | --------------- | ------------- |
| 2007 | Championnats du monde jeunesse | Ostrava     | 7e       | 400 m           | 55 s 59       |
| 2013 | Championnats d'Asie            | Pune        | 2e       | 400 m           | 53 s 37       |
| 2013 | Championnats d'Asie            | Pune        | 1re      | 4 x 400 m       | 3 min 32 s 26 |
| 2014 | Jeux asiatiques                | Incheon     | 3e       | 400 m           | 52 s 36       |
| 2014 | Jeux asiatiques                | Incheon     | 1re      | 4 x 400 m       | 3 min 28 s 68 |
| 2015 | Championnats d'Asie            | Wuhan       | 2e       | 400 m           | 53 s 07       |
| 2015 | Championnats d'Asie            | Wuhan       | 2e       | 4 x 400 m       | 3 min 33 s 81 |
| 2017 | Championnats d'Asie            | Bhubaneswar | 3e       | 400 m           | 53 s 36       |
| 2017 | Championnats d'Asie            | Bhubaneswar | —        | 4 x 400 m       | DQ            |
| 2018 | Jeux du Commonwealth           | Gold Coast  | 7e       | 4 x 400 m       | 3 min 33 s 61 |
| 2018 | Jeux asiatiques                | Jakarta     | 1re      | 4 x 400 m       | 3 min 28 s 72 |
| 2018 | Jeux asiatiques                | Jakarta     | 1re      | 4 x 400 mixte   | 3 min 15 s 71 |
| 2019 | Championnats d'Asie            | Doha        | 3e       | 400 m           | 53 s 21       |
| 2019 | Championnats d'Asie            | Doha        | 2e       | 4 x 400 m       | 3 min 32 s 21 |
| 2019 | Championnats d'Asie            | Doha        | 2e       | 4 x 400 m mixte | 3 min 16 s 47 |

## Records
| Épreuve | Performance | Lieu    | Date        |
| ------- | ----------- | ------- | ----------- |
| 400 m   | 51 s 73     | Lucknow | 8 juin 2014 |